# منظمة الصحة الأوروبية
[شبكة الصحة الأوروبية] هي شراكة غير هادفة للربح لمجموعة منظمات، وكالات أو هيئات قانونية تعمل للمساهمة في جعل أوروبا أكثر صحة عن طريق تحسين الصحة والعدالة الصحية بين الدول الأوروبية. تحقق شبكة الصحة الأوروبية ذلك من خلال هيكل الشراكة عن طريق دعم عمل أعضاء الشبكة في الاتحاد الأوروبي والدول المرتبطة به من خلال تطوير السياسات والمشاريع، والشبكاات ومجالات الإتصال.يقع مكتب الشبكة في بروكسل منذ عام 1996 ويتمتع الموظفون بالخبرة في التعامل مع منظمات الاتحاد الأوروبي وأصحاب القرار وعدد كبير من أصحاب المصلحة من السلطات العامة والمجتمع المدني وقطاع الشركات والأوساط الأكاديمية. [لدى شبكة الصحة الأوروبية صلات مع الحكومات الوطنية والإقليمية، وكذلك مع المنشآت الأوروبية، وذلك يؤدي لفهم جيد لإمكانية تقديم الأدلة والمعلومات المرتبطة بالعدالة الصحية في في برامج صناعة السياسات في الوقت الحاضر].
يتمركز مقر السكرتارية في بروكسل والتي تتكون حوالي عشرة موظفين في وتدعم الشراكة التي تعمل في ثلاث برامج مرتبطات بصورة وثيقة:
- ممارسات شبكة الصحة الأوروبية
- سياسات شبكة الصحة الأوروبية
- أبحاث شبكة الصحة الأوروبية

## عدم المساواة والتباين الصحي في أوروبا
من الممكن شرح التباينات الصحية على أنها «اختلافات منتظمة في الحالة الصحية بين الفئات الإجتماعية» والسكان. ومن ناحية أخرى، فإن التفاوتات الصحية فهي «تفاوتات يمكن تجنبها» وهي غير عادلة بين السكان في داخل البلد. ذكرت لجنة منظمة الصحة العالمية المعنية المحددات الإجتماعية لل أن التدرج الاجتماعي - الاختلافات المنهجية بين السكان غير منصفة، «قتل الناس في نطاق شاسع».
من الممكن النظر إلى أوضح مثال للتباين الصحي في متوسط العمر المتوقع.من الممكن أن يصل الاختلاف بين متوسط العمر المتوقع للفرد لدى الولادة بما يزيد عن عقد بين دول الاتحاد الأوروبي. في عام 2012 على سبيل المثال، كان متوسط العمر المتوقع عند الولادة للذكور السويديين حواللي 81 عاما، في حين أن في ليتوانيا، يتوقع للطفل المولود بأن يعيش حتى السن 68.4. من ناحية عدد سنوات الحياة الصحية (سنوات الحياة بدون إعاقة جسدية) فإن الفجوة أكبر، حيث أنه يحتمل بأن يكون لللذكور الذين ولدوا في سنة 2012 أقل حياة صحية بمقدار 18.4 سنة بالمقارنة مع نظرائهم المالطيين. لا توجد هذه التباينات في متوسط العمر المتوقع على المستوى الكلي فحسب، بل يمكن رؤيتها وصولاً لمستوى الحي؛ مع اختلافات تصل إلى عقود. توجد مثل هذه الفوارق في مختلف أقطار العالم، مع مجال كامل من البحث يبحث في التركيبة السكانية وتحسين متوسط العمر المتوقع.

## السياسة الصحية للاتحاد الأوروبي
تفاوت العدل في الصحة كان جزءا مهما من العمل الذي فم به الاتحاد الأوروبي منذ عام 1992 حينما تم درج كفاءات معينة للصحة العامة في معاهدة ماستريخت.ومع ذلك، ما زال هنالك تفاوت شاسع في الصحة بين دول الاتحاد الأوروبي مثلما دون أعلاه، وبعض هذه التباينات لازالت آخذة في التوسع. تساهم مؤسسات الاتحاد الأوروبي في الحد من التفاوتات الصحية عبر التدرج الاجتماعي من خلال مجموعة متنوعة من الاستراتيجيات والسياسات والبرامج والمبادرات التي تؤثر على المحددات الاجتماعية والاقتصادية للصحة.
تعتبر برامج الصحة، آخر تواجد لها 2014-2020، واحدة من أ: ثر الأدوات أهمية لدى اللجنة لتحقيق السياسات الهادفة لخفض مستوى التباين الصحي. وفي عام 2009, استطاعت اللجنة الأوروبية إدراك التحديات وأهمية خفض مستوى التباين الصحي. في شهر يونيو عام 2010، قام الاتحاد الأوروبي بتبني استراتيجيته الجديدة- أوروبا 2020: استتراتيجية تضمن النماء الذكي، وذو استدامة وشامل. تحدد الوثيقة التطورات الإقتصادية والإجتماعية والبيئية المقتلرحة للإتحاد الأوروبي خلال 10 سنوات القادمة. وبالرغم من أن الإستراتيجية لا تهدف إلى علاج التفاوتات الصحية بشكل مباشر.و قد قام الاتحاد الأوروبي بالإلتزام بإخراج 20 مليون شخص في حلول عام 2020. ومن خلال المنصات الأوروبية سيتم متابعة هذا الأمر ضد الفقر والإتعباد الأجتماعي، وهي أحد المبادرات السبع الرائدة للمفوضية، أي الآليات التي سيتم من خلالها تنفيذ استراتيجة الاتحاد الأوروبي لعام 2020. وبدون شك ست}ثر هذه العملية على التباينات في الحالة الصحية في داخل دول الاتحاد الأوروبي وخارجها.

## مهمة شبكة الاتحاد الأوروبي
تهدف شبكة الاتحاد اللأوروبي للسيطرة على العوامل التي تجسد عدم المساواة الصحية والإجتماعية، وإنشاء قاعدة الأدلة للصحة العامة والسياسات المتعلقة بها وتدخلات تعزيز الصحة على وجه الخصوص لرفع مستوى التدرج الاجتماعي في الصحة. يعتبر بلوغ أقصى مستويات الصحة هو أحد الحقوق الجوهرية لكل إنسان دون إتحياز بسبب العرق أو الدين أو الوضع الاقتصادي أو الاجتماعي. وبالتالي، تحفز شبكة الصحة الأوروبية وتدعم تنفيذ النهج المتكاملة التي تتناول المحددات الاجتماعية للصحة من خلال العمل على جميع المستويات وعبر الطيف السياسي في المجالات الصحية والاجتماعية والتوظيفية ذات الصلة.